# توماس كيرش
توماس كيرش (بالإنجليزية: Thomas Kirsch)‏ هو محامي أمريكي، ولد في 25 يناير 1974.